# ハロルド・ホルト
ハロルド・エドワード・ホルト（Harold Edward Holt、1908年8月5日 - 1967年12月17日）は、オーストラリアの政治家。第17代オーストラリア首相。

## 人物
メルボルン大学クイーンズ・カレッジで法律を学ぶ。後に首相となるロバート・メンジーズと知り合ったのをきっかけに政界を目指すようになり、1935年に自由党から立候補し、当選した。
その後移民大臣を務めるなど順調に政治家としてのキャリアを積んだホルトは、1966年に首相に就任した。その後は冷戦下において同盟国のイギリスやアメリカと綿密な関係を築き、ベトナム戦争への自国軍の派兵などを行った。
1967年12月17日に、友人達と共にビクトリア州メルボルン南方のビーチに出かけ、泳いでいる最中に行方不明になる。その後、6日間に渡って捜索がなされたが、ホルト本人はおろか遺留品すら発見されなかった。主要国の首相が行方不明になる事例は、少なくとも第二次世界大戦以降では類を見ない。
しかし、一国の首相が唐突に行方不明になったため、世間では首相の失踪ということで、「中華人民共和国のスパイであり、潜水艦で連れ去られた」、「護衛にボートに乗せられた後に国外逃亡して愛人と暮らした」といった諸説が出て、大きなミステリーとされていた。
38年後の2005年9月2日に、地元のビクトリア州の検視官が他の水難行方不明者の事例と共に、「ホルト首相は荒波にさらわれて水死した」と最終判断をした。
この事件は誰かが急にいなくなったときや逃げるときに使うオーストラリアの俗語「（do a）Harold Holt /（do the）Harry(ハロルド・ホルトをする/ ハリーをする)」の語源となった。